# بيتشاكوتشا

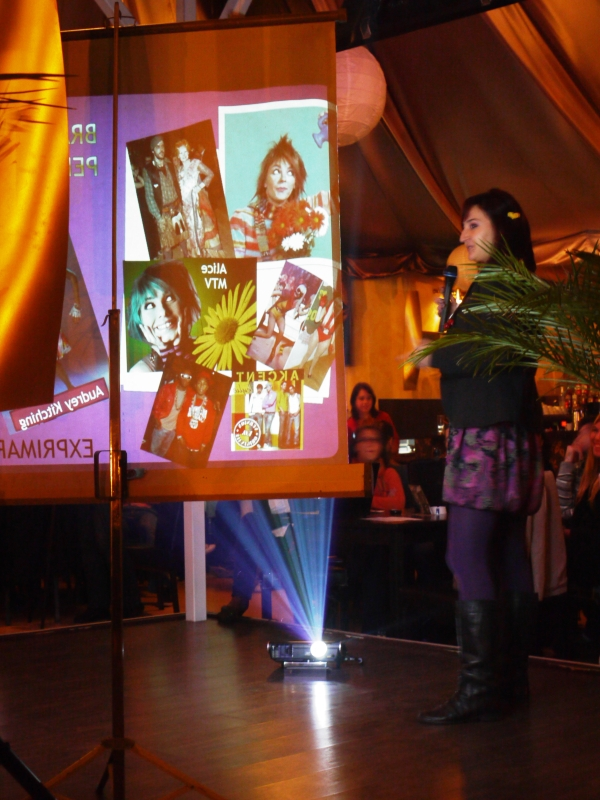
خطيب بيتشاكوتشا في فعالية حدثت في رومانيا

بيتشاكوتشا [بحاجة لمصدر] هو أسلوب خطابة صارم يسمح بعرض 20 شريحة إلكترونية وكل شريحة لمدة 20 ثانية فقط فيكون مدة الخطاب ستة دقائق و40 ثانية. وهذا يجعل العرض سريعا وشيقا وموجز. وبنفس الوقت، يسمح بحصول عدد كبير من العروض في وقت قصير مما يساهم في طرح مواضيع مختلفة وواسعة. والفعاليات التي تعتمد هذا الأسلوب تسمى «ليالي البيتشاكوتشا».

## التسمية
البيتشاكوتشا هي من أصل ياباني (ペチャクチャ) وتعني دردشة أو ثرثرة. واستعملت بالإنكليز بدمج الكلمتين مع بعض مع الاحتفاظ بأحرف التكبير (بالإنجليزية: PechaKucha)‏ وبنفس الأسلوب يستعملون مصطلح ليلالي البيتشاكوشا (إنك|PechaKuchaNights) أو يصغيرا يستعملون بي كي أن أس (بالإنجليزية: PKNs)‏.

## تاريخ
أول من ابتكر عروض البيتشاكوتشا كان أستريد كلاين ومارك دايثام كعملية تسويقية لجذب العملاء إلى معرضهم المسمى سوبرديلوكس الذي أقيم في مدينة روبونغي في ضواحي طوكيو العاصمة الياباني. وسمح هذا الأسلوب المصممين الجدد بعرض أعمالهم وأبداعاهم ولتبادل الأفكار بشكل عملي وفعال. وفي عام 2004، انتشرت الفكرة إلى أوروبا ومنها إلى العديد من المدن العالمية. وفي يونيو 2012، وصل عدد المدن التي عرضت ليالي البوتشاكوتشا إلى 534.

## بوتشاكوتشا عربية
أقيم العديد من البوتشاكوتشا في العالم العربي.

### لبنان
أقيمت أول ليلة بيتشاكوتشا في العالم العربي في بيروت بلبنان عام 2010 وبحث بحال الفنون بلبنان. ثم أقيم ليلة مماثلة في طرابلس|طرابلس (لبنان) في أيار. وبعدها انتشر إلى الدوحة ودبي والكويت والمنامة وعمان وحلب ودبي.
كما أقيم 4 ليالي كوتشابوتشا في مدينة الشارقة في الإمارات العربية المتحدة في فبراير 2013. تم اختيار المواضيع من قبل المنظمين.
أقيم ملتقى لبيتشا كوتشا إبداعي بعنوان «خمسة وخميسة» بدمشق من عدة مجالات تشمل الأدب والفن والتكنولوجيا والانترنت.

## الأسلوب
في ليلة البوتشاكوتشا المثالية، يخطب ما بين 8 إلى 14 خطيب. على كل خطيب أن يعرض بالتحديد 20 شريحة إلكترونية أو صورة مستعملا برنامج متخصص مثل باوربوينت أو كي نوت. لا يسمح لأي شريحة أو صورة أن تبقى لأكثر من 20 ثانية. وفي بعض الفعاليات، تخصص 20 ثانية بعد كل عرض لنقد أفكار أو ابتكارات الخطيب. وففي فعاليات أخرى مثل مدينة كرونينجن الهولندي، فتخصص فترتين من العروض الموسيقية الحية. كما استعمل بعض الخطباء أفلام فنية بدلا من الشرائح الإلكترونية.
ولتنظيم ليلة الكوتشاكوتشا، يجب على المنظمين الأتصال بمركز الفكرة الرئيسي وتقديم طلب تنظيم الليلة ثم متابعة الأمر للحصول على إتفاق ما يسمى بالمصافحة. لا يوجد أي حدود لليلة البوتشاكوتشا وأي شخص يمكن أن يشارك.
من شروط الاشتراك إعطاء المنظمين حقوق غير حصرية لاستعمال مواد الخطاب من صور أو أفلام أو مواضيع. وتنشر منشورات الليلة والفيدوات على موقع مدونة بيتشاكوتشا اليومي.
ومن أهم عوامل نجاح الخطيب هي ملكته الخطابية واسلوبه وقيمة وقوة فكرته. ومن فضائل الأسلوب هو المساواة بين الطلاب والهواة مع المحترفين في طرح ومجادلة أفكارهم.

## مواضيع البوتشاكوتشا
بدأت هذه العروض بجذب خطباء ومشاهدين من المصميمين ومهندسي العمارة والمصورين والفنانين والمبتكرين والأكاديميين. وتشمل مواضيع العرض الانتكارات أو الرحلات أو مشاريع بحثية أو مشاريع طلاب والهوايات ومواضيع ذات اهتمام أخرى.
من أشهر خطباء البيتشاكوتشا المعماريين جون أوكي، تويو إيتو ورم كولهاس. ومن المصممين طوم ديكسون ورون أراد وتوماس هيثرويك. وكوميديين مثل جوني فيغاس. وممثلين مثل جوانا لوملي والمذيع جون سنو.

## وصلات خارجية
- ليلة بيتشاكوتشا نسخة محفوظة 24 يوليو 2009 على موقع واي باك مشين.
- : ل الكلام - مجلة تايم
- شورت وايرد مقطع ومثال دانيال بينك